# Malaconida indecora
Malaconida indecora is een keversoort uit de familie bladkevers (Chrysomelidae). De wetenschappelijke naam van de soort werd in 1886 gepubliceerd door Léon Marc Herminie Fairmaire.